# Mingma Gyabu Sherpa
Mingma Gyabu Sherpa, także Mingma David Sherpa (ur. 16 maja 1989 w dystrykcie Taplejung w Nepalu) – nepalski wspinacz, himalaista i ratownik górski.

## Życiorys
Karierę himalaisty rozpoczął jako tragarz w 2008, zarabiając na utrzymanie. W 2009 pracował jako pomoc kuchenna podczas wyprawy na Manaslu (8156 m). Potem przeszedł podstawowe szkolenie w zakresie alpinizmu i ratownictwa zorganizowane przez Nepalskie Stowarzyszenie Alpinistyczne (ang. Nepal Mountaineering Association). Na wiosnę 2010 wziął udział w brytyjskiej wyprawie na Mount Everest (8848 m) jako asystent przewodnika. Wtedy 23 maja 2010 po raz pierwszy zdobył szczyt Mount Everestu. W kolejnych wyprawach organizowanych przez himalaistów z różnych państw wchodził na szczyty ośmiotysięczników. Do 2014 wszedł na szczyty Mount Everestu (czterokrotnie), K2, Makalu, Cho Oyu i Manaslu. W 2014 zorganizował zespół specjalizujący się w ratownictwie na ośmiotysięcznikach. W 2016 wraz ze swoim zespołem uratował 52 osoby na stokach i pod szczytem Mount Everestu.
W 2018  wchodząc na szczyt Mount Everestu 21 maja, a następnie na szczyt K2 (8611 m) 21 lipca ustanowił rekord Guinnessa w kategorii Najszybszy czas zdobycia Everestu i K2 (mężczyzna) (ang. Fastest time to climb Everest and K2 (male)) 61 dni i 55 minut.
W 2019 był członkiem zespołu Nirmala Purji realizującego plan pod nazwą ang. Project Possible mający na celu zdobycie korony Himalajów i Karakorum. Razem z Nirmalem Purją zdobył w 2019 osiem szczytów ośmiotysięczników. 29 października 2019, po wejściu z Nirmalem Purją na szczyt Sziszapangmy (8027 m), stał się najmłodszym (30 lat i 166 dni) zdobywcą wszystkich czternastu ośmiotysięczników, co zostało potwierdzone wpisem do Księgi Rekordów Guinnessa w kategorii Najmłodsza osoba, która zdobyła wszystkie ośmiotysięczniki (ang. Youngest person to climb all 8,000-m mountains). 
Zdobyte szczyty ośmiotysięczników
| L.p. | Szczyt (wysokość)      | Data                                                                                             |
| ---- | ---------------------- | ------------------------------------------------------------------------------------------------ |
| 1.   | Mount Everest (8848 m) | 23 maja 2010, 26 maja 2011, 25 maja 2012, 19 maja 2013, 20 maja 2017, 21 maja 2018, 31 maja 2021 |
| 2.   | K2 (8611 m)            | 26 lipca 2014, 21 lipca 2018, 16 stycznia 2021, 22 lipca 2022, 28 lipca 2022, 28 lipca 2023      |
| 3.   | Kanczendzonga (8586 m) | 15 maja 2019                                                                                     |
| 4.   | Lhotse (8516 m)        | 22 maja 2018                                                                                     |
| 5.   | Makalu (8481 m)        | 19 maja 2014                                                                                     |
| 6.   | Czo Oju (8201 m)       | 1 października 2011                                                                              |
| 7.   | Dhaulagiri (8167 m)    | 12 maja 2019                                                                                     |
| 8.   | Manaslu (8156 m)       | 29 września 2012, 1 października 2015, 28 września 2018, 27 września 2019                        |
| 9.   | Nanga Parbat (8126 m   | 3 lipca 2019                                                                                     |
| 10.  | Annapurna (8091 m)     | 23 kwietnia 2019                                                                                 |
| 11.  | Gaszerbrum I (8068 m)  | 15 lipca 2019                                                                                    |
| 12.  | Broad Peak (8051 m)    | 26 lipca 2019                                                                                    |
| 13.  | Gaszerbrum II (8035 m) | 18 lipca 2019                                                                                    |
| 14.  | Sziszapangma (8027 m)  | 29 października 2019                                                                             |

### Zdobycie K2 zimą
16 stycznia 2021 wspólnie z 9 innymi Nepalczykami zdobył szczyt K2 po raz pierwszy w porze zimowej. Na szczyt K2 wszedł wspomagając się tlenem z butli. Po zniszczeniach przez wiatr założonych obozów Nepalczycy z 3 wypraw zebrali grupę 10 osób do ataku szczytowego.

## Nagrody
W 2019 został uhonorowany przez Azjatycką Federację Alpinistyczną (ang. The Union of Asian Alpine Association) nagrodą  Złoty Czekan (fr. Piolets d’Or).